# Кубок Украины по футболу
 Кубок Украины — ежегодное соревнование для украинских футбольных команд, проходящее по олимпийской системе, которое с 1992 по 2008 год проводила Профессиональная футбольная лига Украины, а с 2008 по 2017 года проводившееся под эгидой Украинской Премьер-лиги. С 2017 года его проводит Украинская ассоциация футбола.
Кубок УССР по футболу существовал ещё с 1937 года, однако в нём принимали участие только коллективы физкультуры и представители низших лиг советского футбола.
В 1992 году турнир получил новое дыхание, когда в нём начали участвовать все украинские профессиональные клубы.
Победитель кубка получает право выступить в Лиге Европы. Также, перед началом следующего футбольного сезона играет с Чемпионом Украины в матче за Суперкубок Украины. За всю историю розыгрыша кубка, обладателями его становились пять клубов: «Черноморец» (Одесса), «Динамо» (Киев), «Шахтёр» (Донецк), «Ворскла» (Полтава) и «Таврия» (Симферополь). Наиболее титулованным из них является «Шахтёр» (Донецк), становившийся обладателем Кубка Украины 15 раз. А «Ингулец» (Петрово) является первым и пока единственным клубом в истории украинского футбола, который вышел в финал кубка из Первой Лиги — второго по силе дивизиона национального чемпионата.
Действующий обладатель трофея — «Шахтёр» (Донецк)
В 2022 году розыгрыш кубка был прерван на стадии 1/4 финала из-за вторжения на Украину российских войск

## Формат проведения турнира
Розыгрыш Кубка Украины проводится по олимпийской системе на выбывание (плей-офф). Пары на каждый раунд определяются случайным образом в результате жеребьёвки, которая проводится перед каждым раундом, после завершения запланированных матчей предыдущего раунда. В процессе жеребьёвки также определяются хозяева поля в предстоящих матчах.
Итог каждого раунда определяется по результатам одного матча между командами. Если матч завершился вничью, назначается дополнительное время, если и это не помогло определить победителя — послематчевые пенальти. В сезонах 1997/98, 1998/99 этапы с 1/64 до полуфиналов, 1992/93—1994/95 — с 1/16 до полуфиналов, в сезоне 1992 — с 1/8 до полуфиналов, в сезонах 1996/97, 2002/03—2004/05, 2006/07 и 2007/08 — четвертьфиналы и полуфиналы, а в 2004/06 — только полуфиналы игрались в 2 этапа (дома и на выезде).
В сезоне 2008/09 в случае завершения вничью матчей четверть- и полуфиналов назначалась переигровка матча — на поле команды, которая проводила матч на выезде. Единственная переигровка в Кубках Украины состоялась 13 мая 2009 году между командами «Ворскла» (Полтава) и «Металлист» (Харьков), победу одержал будущий обладатель Кубка клуб из Полтавы.
Также уникальным можно считать сезон 2001/02. Он состоял из пяти предварительных этапов и четырёх обычных. Все поединки Кубка 2001/02, кроме финала, состояли из 2 матчей (дома и на выезде).
Всего в Кубке Украины 7 этапов: 2 предварительных и 3 обычных, а также полуфиналы и финал. Турнир начинается в июле с первого предварительного этапа, за которым следует второй предварительный этап, в которых участвуют клубы из первого и второго дивизионов, а также финалисты любительского кубка. Клубы, выступающие в Первой лиге вступают в турнир со второго предварительного этапа. 16 клубов, прошедшие второй предварительный этап, выходят в 1/16 Кубка Украины, где к ним присоединяются 16 клубов из Премьер-лиги Украины.
Каждый этап Кубка Украины традиционно проводится в заранее определённые даты. Обычно первый этап проходит в конце июля, второй — в августе. Третий этап проводится в ближе к концу сентября, четвёртый — в конце октября. Пятый этап (четвертьфиналы) традиционно проходит в конце марта или начале апреля, а полуфиналы — месяцем позже. Финал обычно проходит до завершения сезона в Премьер-лиге, что приходится на середину мая.
Кроме выигрыша собственно трофея, команда-победитель Кубка Украины квалифицируется в Кубок УЕФА (с сезона 2009/10 — Лигу Европы УЕФА). Исторически сложилось, что в случае, когда команда-победитель уже квалифицировалась в Лигу чемпионов УЕФА через Премьер-лигу, место в Кубке УЕФА переходило к проигравшему финалисту Кубка Украины. Однако УЕФА изменила правила уступки места победителем Кубка Украины. Начиная с сезона 2015/16, место в Лиге Европы УЕФА получает команда, занявшая наивысшее место в Премьер-лиге, но ещё не квалифицировавшаяся в еврокубки, в случае, если победитель Кубка Украины уже квалифицировался.

### Жеребьёвка
Жеребьёвка каждого раунда проводится посредством вынимания пронумерованных шариков из корзины, которые соответствуют шарикам с названиями команд из другой корзины. Жеребьёвка происходит в присутствии специально приглашённых гостей и официальных представителей клубов. Нередко случается, что два сильных клуба пересекаются на ранних стадиях турнира, как например в сезоне 2012/13 донецкий «Шахтёр» в 1/16 выбил киевское «Динамо».

### Команды, принимающие участие в розыгрыше Кубка
К участию в Кубке Украины допускаются все клубы Премьер-лиги, Первой и Второй лиг, за исключением фарм-клубов (например «Динамо-2» и «Шахтёр-3») а также финалисты Кубка Украины среди любителей.

## Места проведения матчей
Матчи в рамках Кубка Украины обычно проводятся на домашнем стадионе одного из клубов. Хозяином поля на всех этапах соревнования (кроме финала) является команда, которая выступает в лиге, низшей по рангу. Если встречаются команды одной лиги, то хозяином поля становится команда, имеющая нечетный номер при жеребьевке. Если во время жеребьевки этапов Кубка Украины между командами одной лиги встречаются команды, которые провели меньшее количество домашних матчей с командой, которая провела большее количество домашних матчей, то хозяином поля автоматически становится команда, которая провела меньшее количество домашних матчей. Финал Кубка Украины традиционно, с 1992 по 2007 год, проводился на киевском НСК «Олимпийский». Начиная с сезона 2007/08 финальные матчи проводятся на нейтральных стадионах. С 2008 года матчи проводились на ОСК «Металлист» в Харькове, «Юбилейном» в Сумах, НСК «Олимпийском» в Киеве, «Днепр-Арене» в Днепре, «Славутич-Арене» в Запорожье, стадионе «Ворскла» в Полтаве, «Арене Львов» во Львове, Городском стадионе им. Романа Шухевича в Тернополе и «Авангарде» в Ровно.

## Трофеи
После завершения финального матча Кубка Украины команда-победитель награждается трофеем, известным как «Кубок Украины», и сохраняет за собой этот трофей до финала следующего года.
Существующий на данный момент трофей Кубка Украины является вторым в истории турнира. Первый использовался с момента основания Кубка в сезоне 1992 до 2000 года. В финале сезона 2000/2001, обыграв столичный ЦСКА, «Шахтер» получил трофей нового образца.

## Победители и финалисты Кубка Украины
Два клуба выигрывали Кубок Украины несколько раз подряд: «Динамо» (1998—2000, 2005—2007, 2014—2015, 2020—2021) и «Шахтёр» (2001—2002, 2011—2013 и 2016—2019). Выиграв в 2019 году турнир в 4-й раз подряд, «Шахтёр» установил своеобразный рекорд по количеству завоеванных подряд трофеев.
Эти же два клуба выигрывали Кубок Украины как часть чемпионского «дубля»: «Динамо» (1993, 1996, 1998, 1999, 2000, 2003, 2007, 2015, 2021) и «Шахтёр» (2002, 2008, 2011, 2012, 2013, 2017, 2018, 2019, 2024).
| Сезон   | Место проведения | Победитель | Счёт | Финалист | Лучший бомбардир |
| ------- | --- | --- | --- | --- | --- |
| 2024/25 | 14 мая 2025 года Житомир — Центральный городской стадион «Полесье» Зрителей: 4 740                                       | «Шахтёр» (Донецк) | 6 : 5 п.п. 1 : 1 д.в. (0 : 1) (1 : 1)                                                                                    | «Динамо» (Киев) | Богдан Орынчак («Пробий») — 4                                                                                            |
| 2023/24 | 15 мая 2024 года Ровно — «Авангард» Зрителей: 3 500                                                                      | «Шахтёр» (Донецк) | 2 : 1 (1 : 0) | «Ворскла» (Полтава) | Дмитрий Кулик («Кудровка») Андрей Штогрин («Черноморец») — 4                                                             |
| 2022/23 | Розыгрыш не проводился в связи со вторжением в Украину российских войск                                                  | Розыгрыш не проводился в связи со вторжением в Украину российских войск                                                  | Розыгрыш не проводился в связи со вторжением в Украину российских войск                                                  | Розыгрыш не проводился в связи со вторжением в Украину российских войск                                                  | Розыгрыш не проводился в связи со вторжением в Украину российских войск                                                  |
| 2021/22 | Розыгрыш был прерван на стадии 1/4 финала в связи со вторжением в Украину российских войск. Финальный матч не проводился | Розыгрыш был прерван на стадии 1/4 финала в связи со вторжением в Украину российских войск. Финальный матч не проводился | Розыгрыш был прерван на стадии 1/4 финала в связи со вторжением в Украину российских войск. Финальный матч не проводился | Розыгрыш был прерван на стадии 1/4 финала в связи со вторжением в Украину российских войск. Финальный матч не проводился | Розыгрыш был прерван на стадии 1/4 финала в связи со вторжением в Украину российских войск. Финальный матч не проводился |
| 2020/21 | 13 мая 2021 года Тернополь — Городской стадион им. Р. Шухевича Зрителей: 3 000                                           | «Динамо» (Киев) | 1 : 0 д.в. (0 : 0) (0 : 0)                                                                                               | «Заря» (Луганск) | Николай Буй («Эпицентр») Роберт Гегедош (Верес) Артём Довбик («Днепр-1») — 4                                             |
| 2019/20 | 8 июля 2020 года Харьков — ОСК «Металлист» Матч без зрителей                                                             | «Динамо» (Киев) | 8 : 7 п.п. 1 : 1 д.в. (1 : 1) (1 : 1)                                                                                    | «Ворскла» (Полтава) | Владислав Шарай («Альянс») — 4                                                                                           |
| 2018/19 | 15 мая 2019 года Запорожье — «Славутич-Арена» Зрителей: 11 100                                                           | «Шахтёр» (Донецк) | 4 : 0 (3 : 0) | «Ингулец» (Петрово) | Роберт Гегедош («Минай») — 4                                                                                             |
| 2017/18 | 9 мая 2018 года Днепр — «Днепр-Арена» Зрителей: 28 155                                                                   | «Шахтёр» (Донецк) | 2 : 0 (0 : 0) | «Динамо» (Киев) | Сергей Кисленко («Львов») — 5                                                                                            |
| 2016/17 | 17 мая 2017 года Харьков — ОСК «Металлист» Зрителей: 25 000                                                              | «Шахтёр» (Донецк) | 1 : 0 (0 : 0) | «Динамо» (Киев) | Андрей Ярмоленко («Динамо» Киев) — 3                                                                                     |
| 2015/16 | 21 мая 2016 года Львов — «Арена Львов» Зрителей: 21 723                                                                  | «Шахтёр» (Донецк) | 2 : 0 (1 : 0) | «Заря» (Луганск) | Андрей Ярмоленко («Динамо» Киев) — 4                                                                                     |
| 2014/15 | 4 июня 2015 года Киев — НСК «Олимпийский» Зрителей: 53 455                                                               | «Динамо» (Киев) | 5 : 4 п.п. 0 : 0 д.в. (0 : 0) (0 : 0)                                                                                    | «Шахтёр» (Донецк) | Антон Котляр («Сталь» Днепродзержинск) — 5                                                                               |
| 2013/14 | 15 мая 2014 года Полтава — «Ворскла» им. А. Бутовского Зрителей: 10 000                                                  | «Динамо» (Киев) | 2 : 1 (2 : 0) | «Шахтёр» (Донецк) | Андрей Ярмоленко («Динамо» Киев) Эдуардо («Шахтёр» Донецк) — 4                                                           |
| 2012/13 | 22 мая 2013 года Харьков — ОСК «Металлист» Зрителей: 40 000                                                              | «Шахтёр» (Донецк) | 3 : 0 (1 : 0) | «Черноморец» (Одесса) | Алекс Тейшейра («Шахтёр» Донецк) Луис Адриано («Шахтёр» Донецк) — 4                                                      |
| 2011/12 | 6 мая 2012 года Киев — НСК «Олимпийский» Зрителей: 48 000                                                                | «Шахтёр» (Донецк) | 2 : 1 д.в. (1 : 1) (1 : 0)                                                                                               | «Металлург» (Донецк) | Майкон («Волынь») — 5 |
| 2010/11 | 25 мая 2011 года Сумы — «Юбилейный» Зрителей: 28 000                                                                     | «Шахтёр» (Донецк) | 2 : 0 (0 : 0) | «Динамо» (Киев) | Андрей Олейник («Карпаты» Яремче) — 5                                                                                    |
| 2009/10 | 16 мая 2010 года Харьков — ОСК «Металлист» Зрителей: 21 000                                                              | «Таврия» (Симферополь)                                                                                                   | 3 : 2 д.в. (2 : 2) (2 : 0)                                                                                               | «Металлург» (Донецк) | Александр Ковпак («Таврия») — 5                                                                                          |
| 2008/09 | 31 мая 2009 года Днепропетровск — «Днепр-Арена» Зрителей: 26 000                                                         | «Ворскла» (Полтава) | 1 : 0 (0 : 0) | «Шахтёр» (Донецк) | Андрей Ярмоленко («Динамо» Киев) — 5                                                                                     |
| 2007/08 | 7 мая 2008 года Харьков — ОСК «Металлист» Зрителей: 28 000                                                               | «Шахтёр» (Донецк) | 2 : 0 (1 : 0) | «Динамо» (Киев) | Владимир Корытько («Черноморец») — 5                                                                                     |
| 2006/07 | 27 мая 2007 года Киев — НСК «Олимпийский» Зрителей: 65 000                                                               | «Динамо» (Киев) | 2 : 1 (0 : 0) | «Шахтёр» (Донецк) | Руслан Левига («Ильичёвец») — 6                                                                                          |
| 2005/06 | 2 мая 2006 года Киев — НСК «Олимпийский» Зрителей: 25 000                                                                | «Динамо» (Киев) | 1 : 0 (0 : 0) | «Металлург» (Запорожье)                                                                                                  | Клебер («Динамо» Киев) — 5                                                                                               |
| 2004/05 | 29 мая 2005 года Киев — НСК «Олимпийский» Зрителей: 68 000                                                               | «Динамо» (Киев) | 1 : 0 (1 : 0) | «Шахтёр» (Донецк) | Диого Ринкон («Динамо» Киев) — 6                                                                                         |
| 2003/04 | 30 мая 2004 года Киев — НСК «Олимпийский» Зрителей: 68 000                                                               | «Шахтёр» (Донецк) | 2 : 0 (1 : 0) | «Днепр» (Днепропетровск)                                                                                                 | Александр Косырин («Черноморец») — 5                                                                                     |
| 2002/03 | 25 мая 2003 года Киев — НСК «Олимпийский» Зрителей: 71 000                                                               | «Динамо» (Киев) | 2 : 1 (0 : 1) | «Шахтёр» (Донецк) | Максим Шацких («Динамо» Киев) Андрей Воробей («Шахтёр» Донецк) — 5                                                       |
| 2001/02 | 26 мая 2002 года Киев — НСК «Олимпийский» Зрителей: 81 000                                                               | «Шахтёр» (Донецк) | 3 : 2 д.в. (2 : 2) (1 : 1)                                                                                               | «Динамо» (Киев) | Максим Шацких («Динамо» Киев) Андрей Воробей («Шахтёр» Донецк) Евгений Арбузов («Титан» Армянск) — 5                     |
| 2000/01 | 27 мая 2001 года Киев — НСК «Олимпийский» Зрителей: 55 000                                                               | «Шахтёр» (Донецк) | 2 : 1 д.в. (1 : 1) (0 : 1)                                                                                               | ЦСКА (Киев) | Андрей Воробей («Шахтёр» Донецк) — 6                                                                                     |
| 1999/00 | 27 мая 2000 года Киев — НСК «Олимпийский» Зрителей: 46 000                                                               | «Динамо» (Киев) | 1 : 0 (1 : 0) | «Кривбасс» (Кривой Рог)                                                                                                  | Максим Шацких («Динамо» Киев) Валентин Полтавец («Металлург» Запорожье) — 4                                              |
| 1998/99 | 30 мая 1999 года Киев — НСК «Олимпийский» Зрителей: 71 000                                                               | «Динамо» (Киев) | 3 : 0 (2 : 0) | «Карпаты» (Львов) | Артём Лопаткин («Сталь» Алчевск) Вячеслав Терещенко (СК «Одесса») — 8                                                    |
| 1997/98 | 31 мая 1998 года Киев — НСК «Олимпийский» Зрителей: 43 000                                                               | «Динамо» (Киев) | 2 : 1 (2 : 0) | ЦСКА (Киев) | Андрей Шевченко («Динамо» Киев) — 8                                                                                      |
| 1996/97 | 25 мая 1997 года Киев — НСК «Олимпийский» Зрителей: 26 000                                                               | «Шахтёр» (Донецк) | 1 : 0 (1 : 0) | «Днепр» (Днепропетровск)                                                                                                 | Яков Крипак («Металлург» Запорожье) — 5                                                                                  |
| 1995/96 | 26 мая 1996 года Киев — НСК «Олимпийский» Зрителей: 47 000                                                               | «Динамо» (Киев) | 2 : 0 (1 : 0) | «Нива» (Винница) | Александр Паляница («Днепр» Днепропетровск) — 4                                                                          |
| 1994/95 | 28 мая 1995 года Киев — «Республиканский стадион» Зрителей: 43 000                                                       | «Шахтёр» (Донецк) | 7 : 6 п.п. 1 : 1 д.в. (1 : 1) (0 : 1)                                                                                    | «Днепр» (Днепропетровск)                                                                                                 | Андрей Шевченко («Динамо» Киев, «Динамо-2») — 6                                                                          |
| 1993/94 | 29 мая 1994 года Киев — «Республиканский стадион» Зрителей: 5 000                                                        | «Черноморец» (Одесса) | 5 : 3 п.п. 0 : 0 д.в. (0 : 0) (0 : 0)                                                                                    | «Таврия» (Симферополь)                                                                                                   | Алексей Антюхин («Таврия») — 5                                                                                           |
| 1992/93 | 30 мая 1993 года Киев — «Республиканский стадион» Зрителей: 47 000                                                       | «Динамо» (Киев) | 2 : 1 (1 : 0) | «Карпаты» (Львов) | Виталий Парахневич (СК «Одесса») — 8                                                                                     |
| 1992    | 31 мая 1992 года Киев — «Республиканский стадион» Зрителей: 12 000                                                       | «Черноморец» (Одесса) | 1 : 0 д.в. (0 : 0) (0 : 0)                                                                                               | «Металлист» (Харьков) | Александр Заяц («Торпедо» Запорожье) — 6                                                                                 |

## Статистика по клубам
| Клуб                  | Победы | Финалы | Сезоны побед                                                                             | Сезоны финалов                     |
| --------------------- | ------ | ------ | ---------------------------------------------------------------------------------------- | ---------------------------------- |
| Шахтёр (Донецк)       | 15     | 6      | 1995, 1997, 2001, 2002, 2004, 2008, 2011, 2012, 2013, 2016, 2017, 2018, 2019, 2024, 2025 | 2003, 2005, 2007, 2009, 2014, 2015 |
| Динамо (Киев)         | 13     | 6      | 1993, 1996, 1998, 1999, 2000, 2003, 2005, 2006, 2007, 2014, 2015, 2020, 2021             | 2002, 2008, 2011, 2017, 2018, 2025 |
| Черноморец (Одесса)   | 2      | 1      | 1992, 1994                                                                               | 2013                               |
| Ворскла (Полтава)     | 1      | 2      | 2009                                                                                     | 2020, 2024                         |
| Таврия (Симферополь)  | 1      | 1      | 2010                                                                                     | 1994                               |
| Днепр (Днепр)         | 0      | 3      | —                                                                                        | 1995, 1997, 2004                   |
| Карпаты (Львов)       | 0      | 2      | —                                                                                        | 1993, 1999                         |
| Металлург (Донецк)    | 0      | 2      | —                                                                                        | 2010, 2012                         |
| ЦСКА (Киев)           | 0      | 2      | —                                                                                        | 1998, 2001                         |
| Заря (Луганск)        | 0      | 2      | —                                                                                        | 2016, 2021                         |
| Металлист (Харьков)   | 0      | 1      | —                                                                                        | 1992                               |
| Кривбасс (Кривой Рог) | 0      | 1      | —                                                                                        | 2000                               |
| Металлург (Запорожье) | 0      | 1      | —                                                                                        | 2006                               |
| Нива (Винница)        | 0      | 1      | —                                                                                        | 1996                               |
| Ингулец (Петрово)     | 0      | 1      | —                                                                                        | 2019                               |

## Лучшие тренеры
| №  | Имя                  | Клуб(ы)                                     | Победитель | Финалист |
| -- | -------------------- | ------------------------------------------- | ---------- | -------- |
| 1  | Мирча Луческу        | Шахтёр (Донецк) (6) Динамо (Киев) (1)       | 7          | 5        |
| 2  | Виктор Прокопенко    | Черноморец (Одесса) (2) Шахтёр (Донецк) (1) | 3          | —        |
| 3  | Валерий Лобановский  | Динамо (Киев)                               | 3          | —        |
| 3  | Паулу Фонсека        | Шахтёр (Донецк)                             | 3          | —        |
| 5  | Сергей Ребров        | Динамо (Киев)                               | 2          | 1        |
| 5  | Алексей Михайличенко | Динамо (Киев)                               | 2          | 1        |
| 7  | Йожеф Сабо           | Динамо (Киев)                               | 2          | —        |
| 7  | Анатолий Демьяненко  | Динамо (Киев)                               | 2          | —        |
| 8  | Марино Пушич         | Шахтёр (Донецк)                             | 2          | —        |
| 9  | Михаил Фоменко       | Динамо (Киев) (1) ЦСКА (Киев)               | 1          | 1        |
| 10 | Владимир Сальков     | Шахтёр (Донецк)                             | 1          | —        |
| 10 | Валерий Яремченко    | Шахтёр (Донецк)                             | 1          | —        |
| 10 | Невио Скала          | Шахтёр (Донецк)                             | 1          | —        |
| 10 | Николай Павлов       | Ворскла (Полтава)                           | 1          | —        |
| 10 | Сергей Пучков        | Таврия (Симферополь)                        | 1          | —        |